# Asparagus gharoensis
Asparagus gharoensis är en sparrisväxtart som beskrevs av Ethelbert Blatter. Asparagus gharoensis ingår i släktet sparrisar, och familjen sparrisväxter. Inga underarter finns listade i Catalogue of Life.